# 구시로 지청

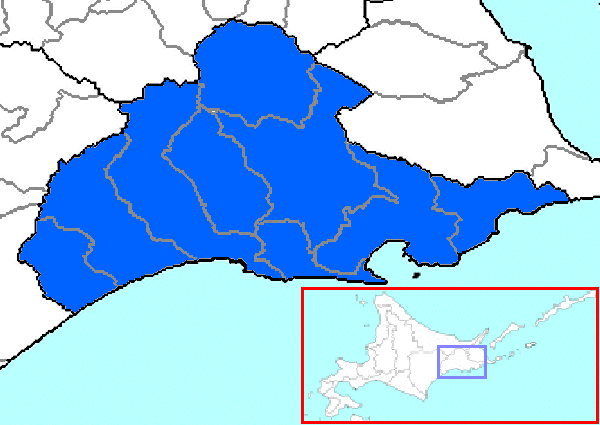
구시로 지청의 위치

구시로 지청(일본어: 釧路支庁)은 예전에 홋카이도에 존재했던 지청이다. 지청명은 구시로국에서 유래하며 지청 소재지는 구시로시이다. 2010년 4월 1일, 구시로 종합진흥국으로 개편되었고 정내에 1시 6정 1촌이 있다. 면적은 5,997.38km2이고, 인구는 2009년 3월 기준으로 261,883명이다.
지청사는 홋카이도 청의 본청사의 별관이다. 관내 남부에 시코쓰토야 국립공원, 북부에 쇼칸베쓰테우리야기시리 국정공원, 에베쓰시에 도립 자연공원 놋포로 삼림공원이 있다.

## 역사
- 1897년 11월 - 구시로 지청을 설치했다.
- 1922년 8월 - 구시로쿠니 지청으로 개칭했다. .
- 1948년 10월 20일 - 아쇼로 군 아쇼로 촌·리쿤베쓰 촌을 도카치 지청에 이관했다.
- 1957년 4월 1일 - 구시로 지청으로 개칭했다.
- 2005년 10월 11일 - 구시로 시, 아칸 정, 온베쓰 정이 신설 합병해, 새로운 구시로 시가 성립했다.
- 2010년 4월 1일 - 구시로 지청을 폐지하고 구시로 종합진흥국을 설치했다.

## 지리
홋카이도 동부, 태평양측에 위치한다. 북부는 산악 지대, 남부는 구시로 습원 등의 습원·평야가 펼쳐지고 태평양에 접한다. 기후는 여름에는 안개가 발생하는 영향도 있어 기온이 오르기 어렵다. 겨울에는 비교적 강설량도 적고 맑은 날이 많다.

### 인접한 지청

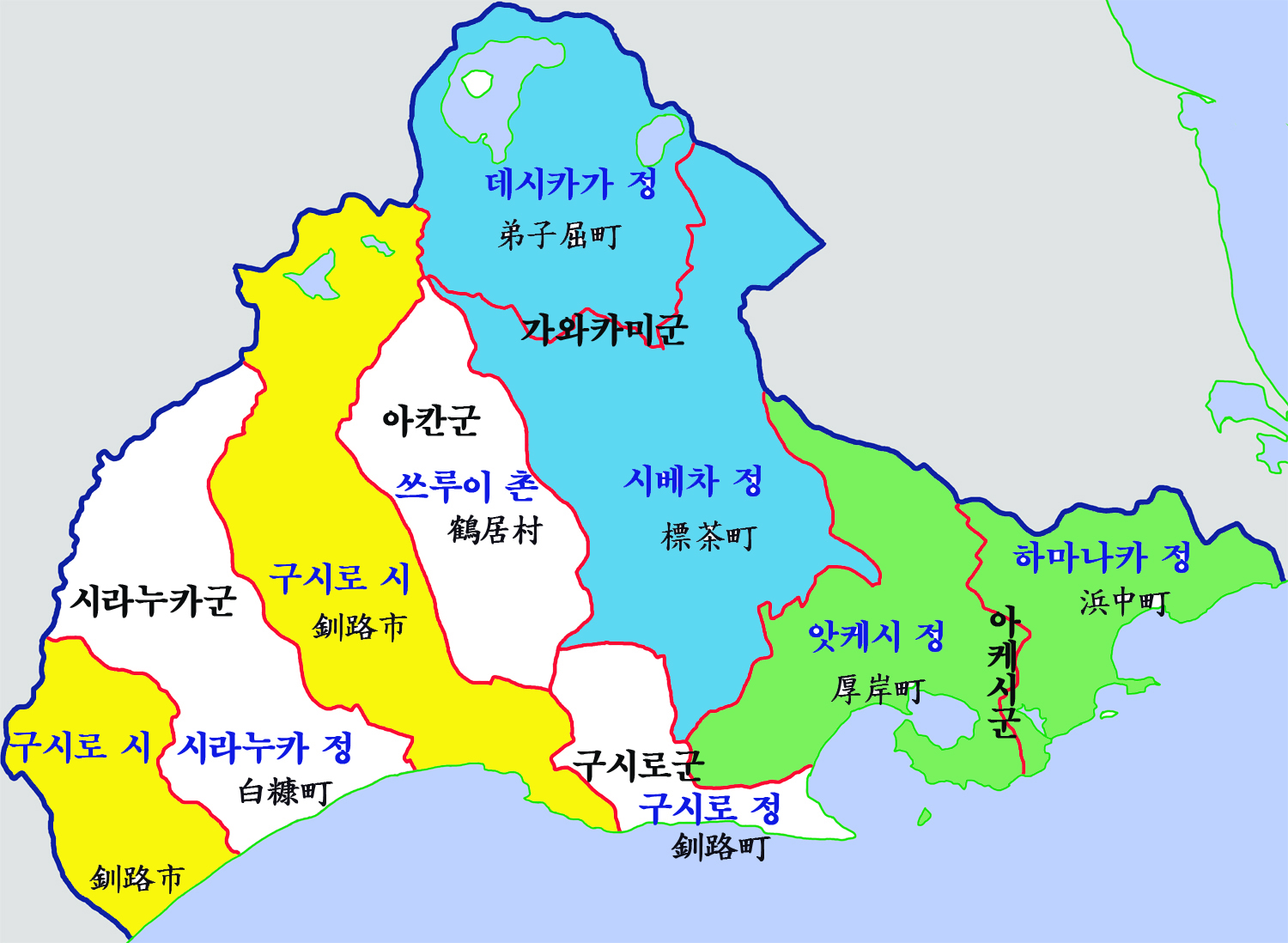
구시로 종합진흥국 행정구역

- 아바시리 지청
- 도카치 지청
- 네무로 지청

## 지역
- 구시로시
- 구시로 군 : 구시로정
- 아칸 군 : 쓰루이촌
- 앗케시 군 : 앗케시정, 하마나카정
- 가와카미 군 : 시베차정, 데시카가정
- 시라누카 군 : 시라누카정